# Микроперфорация

Маленькие отверстия в банкноте номиналом 20 швейцарских франков (серия 8) дают число 20

Микроперфорация — один из элементов защиты банкнот и другой защищённой продукции от подделки. Представляет собой проделанные в бумаге микроскопические отверстия (перфорацию).

## Описание
Микроперфорацию используют для защиты от подделки банкнот, паспортов, удостоверений и ценных бумаг. Используется на многих европейских банкнотах. Для микроперорации применяется технология Microperf, разработанная швейцарской компанией Orell Fussli Security Printing. В подложке или в плёночном элементе банкноты лазерным лучом перфорируются отверстия размером от 85 до 135 микрон. При взгляде на свет отверстия обычно образуют узоры или надписи, например, номинал банкноты, что удобно для пользователей. Микроперфорация также достаточно прочна к сгибанию или разрыву. Микроперфорацию невозможно подделать ни одной полиграфической технологией, что делает этот элемент защиты достаточно надёжным.
Микроперфорация успешно использовалась на для защиты швейцарских франков (8 серия), а также в Литве для банкнот достоинством 10, 20 и 100 литов. С 2004 года микроперфорация применяется в банкнотах Банка России достоинством 100, 500, 1000 и 5000 рублей.
Основные достоинства микроперфорации в следующем:
1. Для проверки банкнот не требуется много времени и движений. Достаточно посмотреть банкноту на просвет, и за один раз проверить и микроперфорацию, и водяные знаки, и защитную нить.
2. Данный защитный элемент легко запоминается и, согласно опросам населения и кассиров, проверяется очень часто.
3. Можно совершенствовать микроперфорацию, не меняя дизайна банкнот, так как этот элемент может располагаться на любом месте банкноты.

Микроперфорация является одним из основных публичных признаков (распознаваемых людьми), в то же время она достаточно удобна для машинного чтения. Отверстия микроперфорации не имеют «кратеров», в отличие от сделанных иглами, и неощутимы на ощупь. Поэтому подделать их очень сложно.